# Eva Moreno Bosch
Eva Moreno Bosch   (Barcelona, 23 de juny de 1966) és una escriptora, dramaturga i poeta catalana. Membre de l'Associació d'Escriptors en Llengua Catalana, fou nomenada Mestra en Gai Saber als Jocs Florals de Barcelona-Sants del 2017, després de guanyar a les tres categories dels Jocs Florals de Sants, Hostafrancs i la Bordeta essent la cinquena dona a aconseguir-ho, des de la seva reinstauració el 1r de maig de 1859. Des del 2021 és la responsable de la gestió i la programació cultural de la Federació Obrera de Molins.
Ha realitzat diferents formacions al Laboratori de Lletres de Barcelona. En dramatúrgia, ha finalitzat l'itinerari de l’Obrador de la Sala Beckett. Està vinculada des de 2006 a la companyia de teatre IMPULS, on ha col·laborat en qualitat d'actiu i directora de teatre. Va obtenir el Premi de Cultura en 2018 a Molins de Rei, organitzats tant per l'Ajuntament com per Ràdio Molins de Rei. Ha obtingut una seixantena de guardons literaris tant en llengua catalana com en llengua castellana en certàmens a Catalunya, al País Valencià i les Illes Balears, i comparteix contingut literari en el seu blog Vers al cove.